# Веталабхатта
Веталабхатта (Vetala Bhatta) — древнеиндийский санскритский автор изречений, один из «девяти драгоценных камней» при царе Викрамадитье (I век до н. э.) в городе Удджайн.
Ему приписывается трактат «Нити-прадипа» (Niti-pradīpa, буквально «светильник поведения»).